# Hawk Cove
Hawk Cove – miasto w Stanach Zjednoczonych, w stanie Teksas, w hrabstwie Hunt.